# Ministerstvo obrany Spojeného království
Ministerstvo obrany (anglicky Ministry of Defence, zkratkou MoD či MOD) je ministerstvo britské vlády odpovědné za provádění obranné politiky stanovené vládou Spojeného království a za ozbrojené síly Spojeného království.
Ministerstvo obrany je zodpovědné za běžnou činnost ozbrojených sil, přípravu a obranné plánování, a obranné akvizice.
Ministerstvo obrany uvádí, že jeho hlavním cílem je zajištění obrany Spojeného království Velké Británie a Severního Irska, ochrana jeho zájmů, a zajištění mezinárodního míru a stability. 
Po rozpadu Sovětského svazu a konci studené války britské ministerstvo obrany nepředpokládá žádnou bezprostřední konvenční vojenskou hrozbu; naopak za hlavní hrozbu britským zájmům označuje zbraně hromadného ničení, mezinárodní terorismus a zhroucené státy.